# Heinrich von Solms
Heinrich von Solms († 4. Juli 1407) war Dompropst im Bistum Münster.

## Leben

### Herkunft und Familie
Heinrich von Solms entstammte dem Hochadelsgeschlecht Solms und war der Sohn des Grafen Heinrich zu Solms, genannt von Ottenstein († 1353), und dessen Gemahlin Sophia von Ahaus († 1358), Tochter des Otto von Ahaus-Ottenstein. Sein Bruder Johann war in Zwist mit dem Hochstift Münster, der 1395 in der münsteranischen Belagerung der vom Vater erheirateten Burg Ottenstein gipfelte, die ein Jahr andauerte und schließlich zur Gefangensetzung des Solmser Grafen und dem Verlust der Burg führte. Seine Brüder Simon und Otto waren Domherren in Münster, seine Schwester Lisa von 1360 bis 1419 Äbtissin in Nottuln. Mit seinem älteren Bruder Johann teilte er sich 1373 das elterliche Erbe.

### Werdegang und Wirken
Heinrich hatte die Subdiakonsweihe erhalten und war 1370 zunächst als Dechant in Nottuln tätig, bevor er im Jahre 1373 die Dompropstei übernahm. Ein Jahr später war bereits sein Nachfolger Heidenreich Wolf von Lüdinghausen im Amt des Dompropstes.
Am 12. Februar 1376 wurde er Propst in St. Mauritz, nachdem er kurz zuvor von der Exkommunikation gelöst worden war. Im Juli 1376 erhielt er ein Archidiakonat in Selm. Zwei Jahre später nahm ihn Graf Wilhelm von Berg gefangen. Durch eine Schuldverschreibung über 50 Mark kam er später wieder frei.
In einer Fehde zwischen Steinfurter Rittern unter Führung Ludolfs von Steinfurt gegen den Bischof Otto äscherten diese das Pfarrhaus von Metelen ein. Die daraufhin ausgesprochene Exkommunikation des Edelherren wurde durch Heinrich im Namen des Papstes wieder gelöst.
1394 stiftete er ein beträchtliches Vermögen für das Stift Nottuln.

### Sonstiges
Er hatte eine Tochter, die mit Werner Socker verheiratet war.